# 勒布斯凯多尔布
勒布斯凯多尔布（法語：Le Bousquet-d'Orb，法語發音：[lə buskɛ dɔʁb]）是法国埃罗省的一个市镇，属于洛代沃区。

## 地名
该地名“Le Bousquet-d'Orb”发音为[lə buskɛ dɔʁb]，“Bousquet”中的字母“s”发音，《世界地名翻译大辞典》与《世界地名译名词典》将其误译作“勒布凯-多尔布”。

## 地理
勒布斯凯多尔布（43°41'34"N, 3°9'59"E）面积11.83 平方千米，位于法国奧克西塔尼大區埃罗省，该省份为法国南部沿海省份，南濒地中海，西南接奥德省，西北接塔恩省和阿韦龙省，东北与加尔省接壤。
与勒布斯凯多尔布接壤的市镇（或旧市镇、城区）包括：奥尔布河畔拉图尔、阿韦讷、康普隆。
勒布斯凯多尔布的时区为UTC+01:00、UTC+02:00（夏令时）。

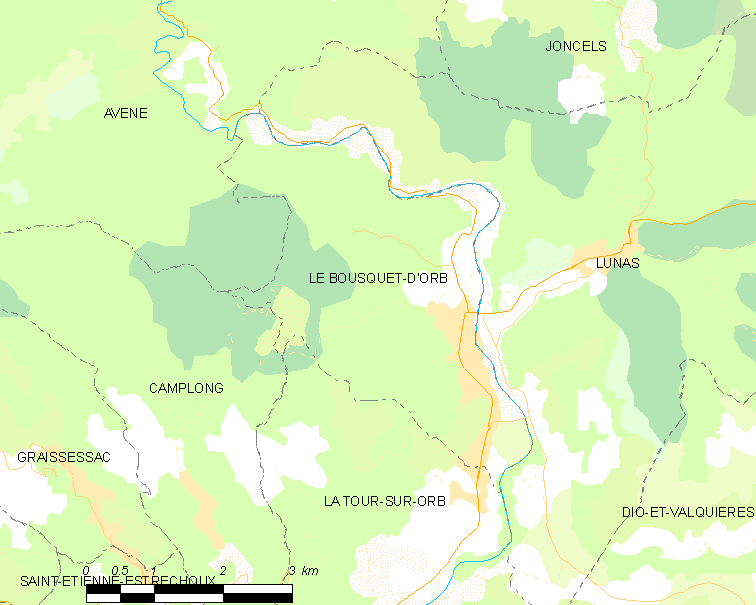
勒布斯凯多尔布的OSM定位图

## 行政
勒布斯凯多尔布的邮政编码为34260，INSEE市镇编码为34038。

## 政治
勒布斯凯多尔布所属的省级选区为克莱蒙莱罗县。

## 人口

1962-2008年间勒布斯凯多尔布人口变化图示

勒布斯凯多尔布于2022年1月1日时的人口数量为1594人。